# Joanício de Jerusalém
Joanício de Jerusalém foi o patriarca de Jerusalém entre 1048 (ou 1036) e 1059. Seu nome aparece apenas nas listas patriarcais gregas. Antes de ser eleito, ele ajudou seu antecessor, Nicéforo I na reconstrução da Igreja do Santo Sepulcro. Em 1042, o imperador bizantino Constantino VIII reconstruiu o santuário e, aparentemente, a partir desta época, Jerusalém passou a ser visitada por muitos peregrinos com o apoio (financeiro) das potências ocidentais. Sabemos que ele recebeu uma doação de Rouerque para apoiar a reconstrução da Igreja do Santo Sepulcro em 1053. No ano seguinte, ocorreu o evento que mudaria drasticamente a história da igreja (o Grande Cisma do Oriente). Infelizmente, não há registros sobreviventes sobre como o patriarca de Jerusalém reagiu ao evento.